# Melithreptus
Melithreptus és un gènere d'ocells de la família dels melifàgids (Meliphagidae). Agrupa espècies originaries d'Austràlia.

## Taxonomia
El gènere va ser definit originalment per l'ornitòleg francès Louis Pierre Vieillot el 1817. William Swainson havia encunyat el terme Eidopsarus el 1837. El 1839 va anomenar Eidopsarus affinis el menjamel capnegre, que el 1844, Gould probablement sense saber-ho, va descriure com Melithreptus melanocephalus.
A més, s'ha subdividit en dos subgèneres, Melithreptus i Eidopsarus basats en els hàbits d'alimentació. Els de l'antic subgènere s'alimenten d'insectes en fullatge o en el dosser, es congreguen en estols més grans i es troben en boscos d'esclerofil·les secs més oberts. També tenen els peus més petits i una franja al clatell menys destacada o que n'hi falta. Els membres del subgènere Eidopsarus s'alimenten buscant insectes a l'escorça dels troncs i branques dels arbres, generalment als boscos d'eucaliptus i a la selva tropical, i viatgen en petits grups familiars. Tenen potes i peus més robusts i la franja del clatell és més prominent.
El biòleg Allen Keast va estudiar àmpliament el gènere a Austràlia i va assenyalar que a moltes parts del país va trobar barrejats diferents membres de cada grup, amb les espècies que s'alimenten del tronc amb una mitjana d'un 10% més gran; per tant, M. lunatus més petita es barreja amb M. gularis més grossa, i això és més exagerat a Tasmània, on la diferència entre M. affinis i M. validirostris és encara més marcada. Keast va proposar que les dues espècies s'estaven diversificant en altres nínxols en absència d'altres espècies continentals que s'alimenten del tronc com la xiuladora arlequinada, els pica-soques o la neosita australiana, en el cas de M. validirostris, i espècies més petites amb M. affinis. A més, el bec dels tàxons de bec més curt a les zones on els que s'alimenten del troncs eren absents, eltenien més llarg, com era el cas de M. chloropsis a Austràlia Occidental.
Els marcadors moleculars mostren la separació del gènere dels avantpassats del menjamel carablau fa entre 12,8 i 6,4 milions d'anys a l'època del Miocè. Aquesta espècie es diferencia d'elles per la mida molt més grossa, el plomatge més brillant i la naturalesa més gregaria i la franja més grossa de pell nua de la cara.
El menjamel grojablanc es va separar fa entre 9 i 5 milions d'anys, independentment dels altres tres membres del subgènere Melithreptus.
El menjamel becgrós es va separar dels altres membres d'Eidopsarus fa entre 6,7 i 3,4 milions d'anys.
Clàssicament, s'han reconegut sis espècies, però les proves publicades el 2010 confirmen l'estatus diferent del menjamel de clatell blanc occidental. En anys anteriors, M. laetior, del nord d'Austràlia, es considerava una espècie diferent, però té una àmplia banda de superposició (amb formes intermèdies) amb el menjamel de barbeta negra i, per tant, es considera una subespècie d'aquest.
Segons la Classificació del Congrés Ornitològic Internacional (versió 15.1, 2025) aquest gènere està format per 7 espècies:
- Melithreptus gularis - menjamel de barbeta negra.
- Melithreptus validirostris - menjamel becgròs.
- Melithreptus brevirostris - menjamel capbrú.
- Melithreptus albogularis - menjamel gorjablanc.
- Melithreptus lunatus - menjamel de clatell blanc oriental.
- Melithreptus chloropsis - menjamel de clatell blanc occidental.
- Melithreptus affinis - menjamel capnegre.